# Ion Anestin
Ion Anestin (n. 1847 – d. 1919) a fost un actor român, important interpret al comediilor lui Ion Luca Caragiale. A jucat pe scenele teatrelor naționale din Craiova și, după 1888, din București.
A condus, împreună cu artistul pensionar Al. Nanu, Teatrul Național din Craiova în perioada ocupației germane (1916–1918), când trupa teatrului în frunte cu directorul Al. G. Olteanu se aflau în refugiu la Iași.